# Nina Koppang
Nina Koppang (* 31. Mai 2002 in Vadstena, Schweden) ist eine schwedische Handballspielerin, die für den dänischen Erstligisten Team Esbjerg aufläuft.

## Karriere

### Im Verein
Koppang begann das Handballspielen in ihrer Geburtsstadt bei Vadstena HF. Zusätzlich spielte sie Fußball beim ortsansässigen Verein Vadstena GIF. Im Sommer 2018 entschied sich die Linkshänderin sich auf dem Handballsport zu fokussieren und wechselte in die Jugendabteilung von IK Sävehof. In der Saison 2019/20 bestritt die Rückraumspielerin ihre erste Partie für die Damenmannschaft von Sävehof in der höchsten schwedischen Spielklasse. In der folgenden Spielzeit gehörte die Rückraumspielerin fest dem Kader der Damenmannschaft an und warf 61 Tore in 22 Partien. Mit Sävehof gewann sie 2022 die schwedische Meisterschaft. Im Januar 2022 klagte sie in einem Spiel an Atemnot. Bei einer anschließenden Untersuchung wurde festgestellt, dass sie Blutgerinnsel in ihrer Lunge hätte. Infolgedessen pausierte Koppang bis August 2022. 2023 und 2024 gewann sie mit Sävehof sowohl die schwedische Meisterschaft als auch den schwedischen Pokal.
Koppang wechselte im Sommer 2024 zum norwegischen Erstligisten Vipers Kristiansand. Nachdem die Vipers im Januar 2025 einen Insolvenzantrag gestellt hatte, schloss sie sich dem dänischen Erstligisten Team Esbjerg an.

### In Auswahlmannschaften
Koppang lief für die schwedische U-17-Fußballnationalmannschaft auf. Am 17. Oktober 2018 erzielte sie im Qualifikationsspiel zur U-17-Europameisterschaft 2019 ein Hattrick gegen Lettland, nachdem sie erst zur zweiten Halbzeit eingewechselt wurde. Zusätzlich gehörte sie dem Kader der schwedischen Jugendnationalmannschaft im Handball an. Mit dieser Auswahlmannschaft gewann sie die Silbermedaille bei der U-17-Europameisterschaft 2019.
Als nach dem Hinspiel der WM-Qualifikation 2021 gegen die Ukraine durch mehrere positive Coronafälle der komplette Kader der schwedischen A-Nationalmannschaft pausieren musste, wurde kurzerhand für das Rückspiel eine neue Mannschaft zusammengestellt. Infolgedessen gab Koppang am 21. April 2021 ihr Länderspieldebüt. Bei der U-19-Europameisterschaft 2021 belegte sie mit der schwedischen Juniorinnennationalmannschaft den vierten Platz. Koppang wurde am Turnierende in das All-Star-Team berufen. 2022 nahm Koppang mit der schwedischen A-Nationalmannschaft an der Europameisterschaft teil, bei der sie drei Treffer erzielte. Bei der Weltmeisterschaft 2023, in deren Verlauf sie sieben Treffer erzielte, belegte sie mit Schweden den vierten Platz. Auch bei den im darauffolgenden Jahr stattfindenden Olympischen Spielen in Paris belegte sie mit Schweden den vierten Platz.

## Sonstiges
Ihre Halbschwester Stina Blackstenius läuft für die schwedische Frauen-Fußballnationalmannschaft auf.